# Leonel Paulo
Leonel Ditutala Paulo (Luanda, 30 aprile 1986) è un cestista angolano.

## Carriera
Con l'Angola ha disputato i Giochi olimpici di Pechino 2008, due edizioni dei Campionati mondiali (2010, 2019) e sei dei Campionati africani (2009, 2011, 2013, 2015, 2017, 2021).